# Tętniące serce
Tętniące serce (szw. Kejsarn av Portugallien – „Cesarz Portugalii”) – powieść szwedzkiej pisarki Selmy Lagerlöf, opublikowania w 1914 roku.
Powieść porusza temat bezwarunkowej miłości rodzicielskiej, a sama autorka nazwała ją szwedzkim „Królem Learem”. Pierwszy raz ukazała się po polsku w 1922 roku w tłumaczeniu Franciszka Mirandoli. 

## Treść

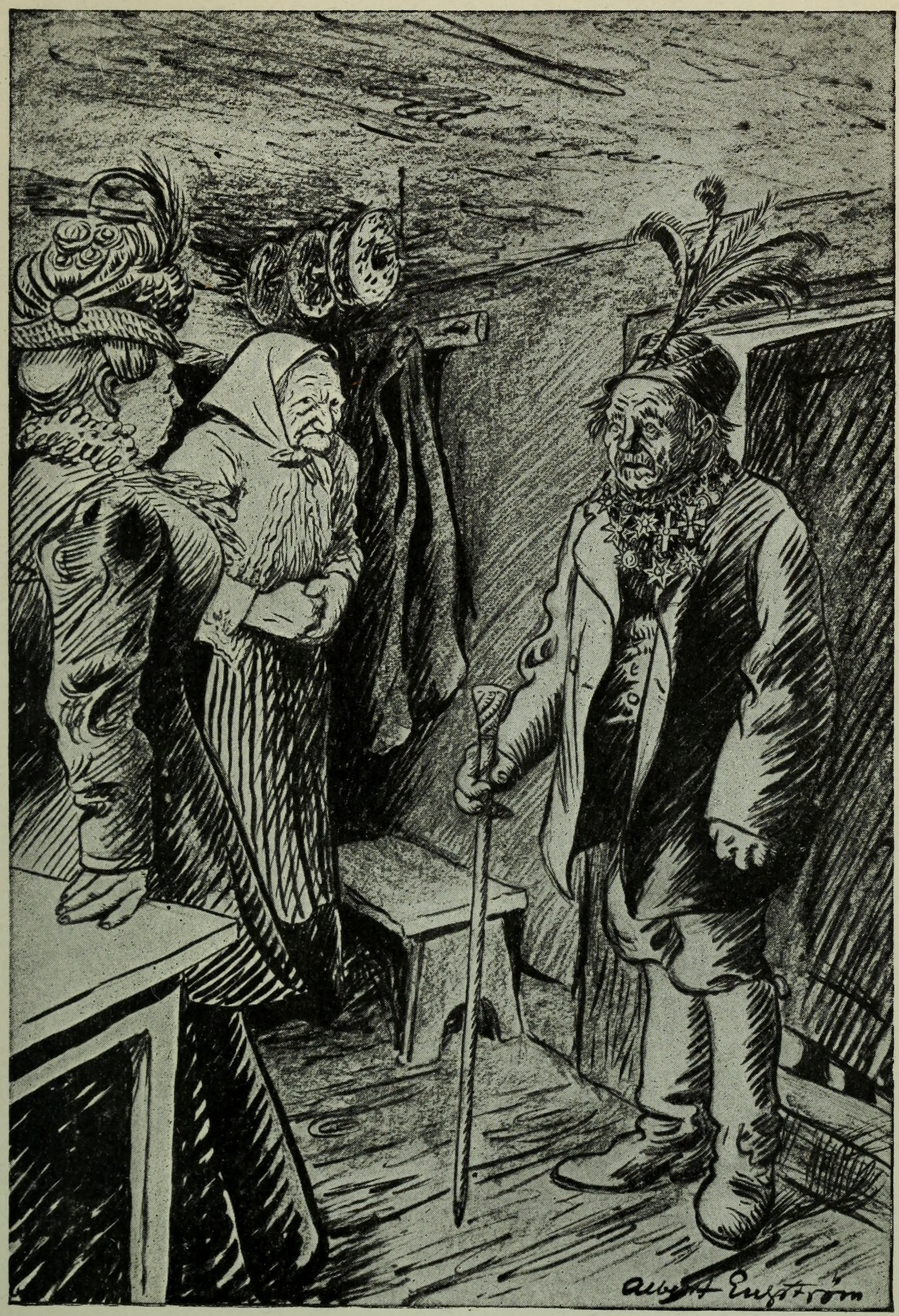
Jedna z ilustracji, autorstwa Alberta Engströma, z pierwszego wydania powieści z 1914 roku

Akcja powieści toczy się od lat 60. lub 70. XIX wieku w rodzinnych stronach Selmy Lagerlöf – Värmlandii – i opowiada o dzierżawcy Janie ze Skrolycka. Ponad wszystko kocha on swoją córkę, Klarę Finę. Gdy przeprowadza się ona do Sztokholmu i ginie o niej słuch, mężczyzna pogrąża się w świecie marzeń, w którym jego córka jest cesarzową, a on sam cesarzem Portugalii. Cała jego egzystencja jest zdominowana przez marzenia o jej powrocie i o tym, co się wtedy stanie. Jako cesarz, mieszkający w biednej wiosce, zaczyna kwestionować relacje społeczne panujące w okolicy: zajmuje pierwszą ławkę w kościele, siada na miejscu honorowym na różnych uroczystościach i zadaje się z właścicielami okolicznego majątku. 

## Recepcja
Powieść opublikowano przez wydawnictwo Bonniers pod koniec 1914 roku, z rysunkami autorstwa Alberta Engströma. Odniosła duży sukces, zyskując uznanie czytelników i krytyków, według których była ona równie dobra, jak debiutancka powieść Lagerlöf Gösta Berling i pierwsza część Jerozolimy.
Pisarz P.O. Enquist twierdził, że opowieść można interpretować jako wyraz buntu samej Selmy Lagerlöf wobec jej ojca, który skutkował tym, że zaczęła studia w seminarium nauczycielskim, ale również wyrzutami sumienia u niej samej z powodu alkoholizmu ojca, który doprowadził do jego śmierci. 

## Ekranizacja
W 1944 roku miała miejsce premiera filmu Cesarz Portugalii w reżyserii Gustafa Molandera, z Victorem Sjöströmem jako Janem ze Skrolycka i Gunn Wållgren jako Klarą Finą. 